# کرستون (کلرادو)
کرستون (به انگلیسی: Crestone) شهری در ایالت کلرادو کشور ایالات متحده آمریکا است که جمعیت آن در سرشماری سال ۲۰۱۰ میلادی، ۱۲۷ نفر بوده‌است.

## نگارخانه

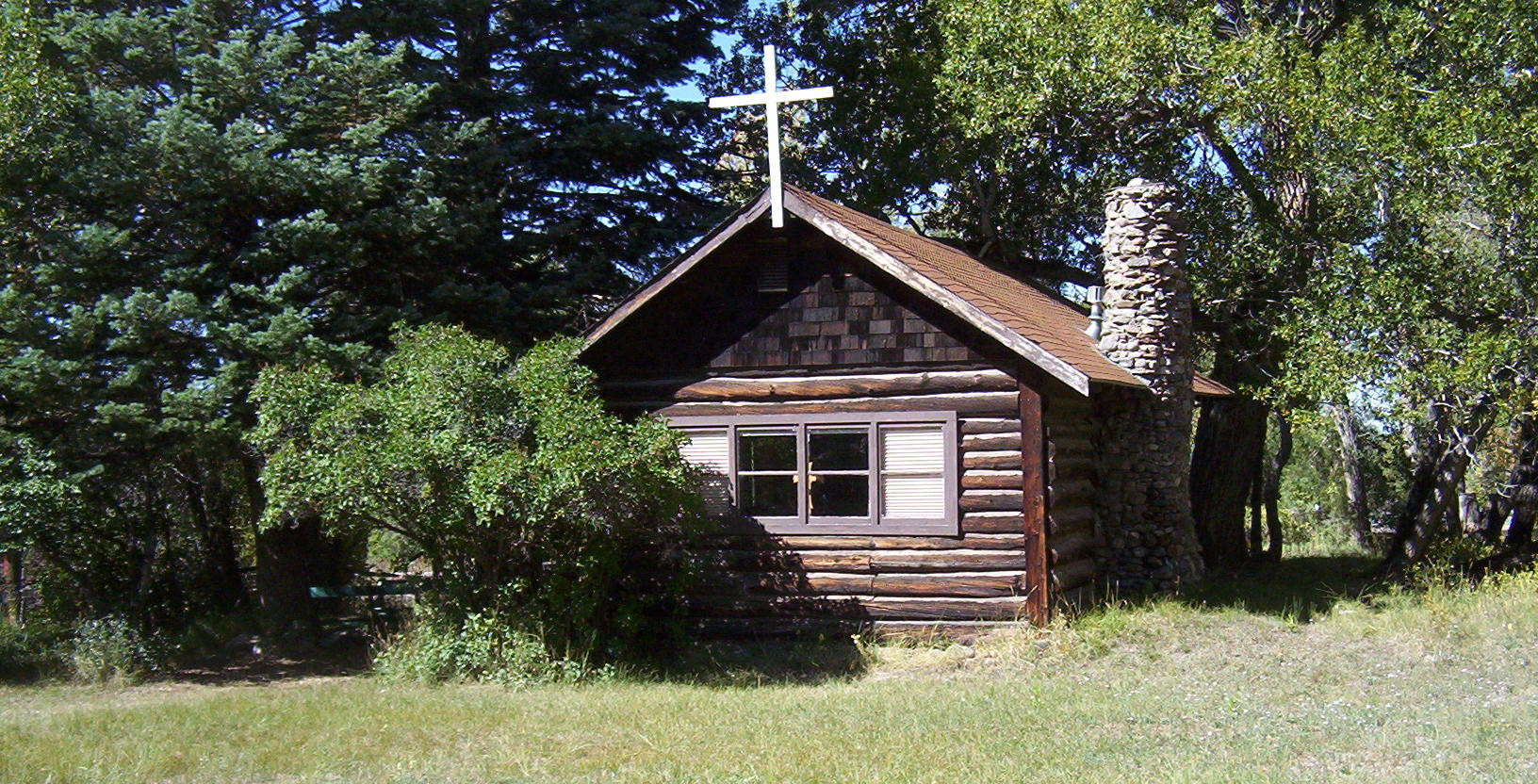
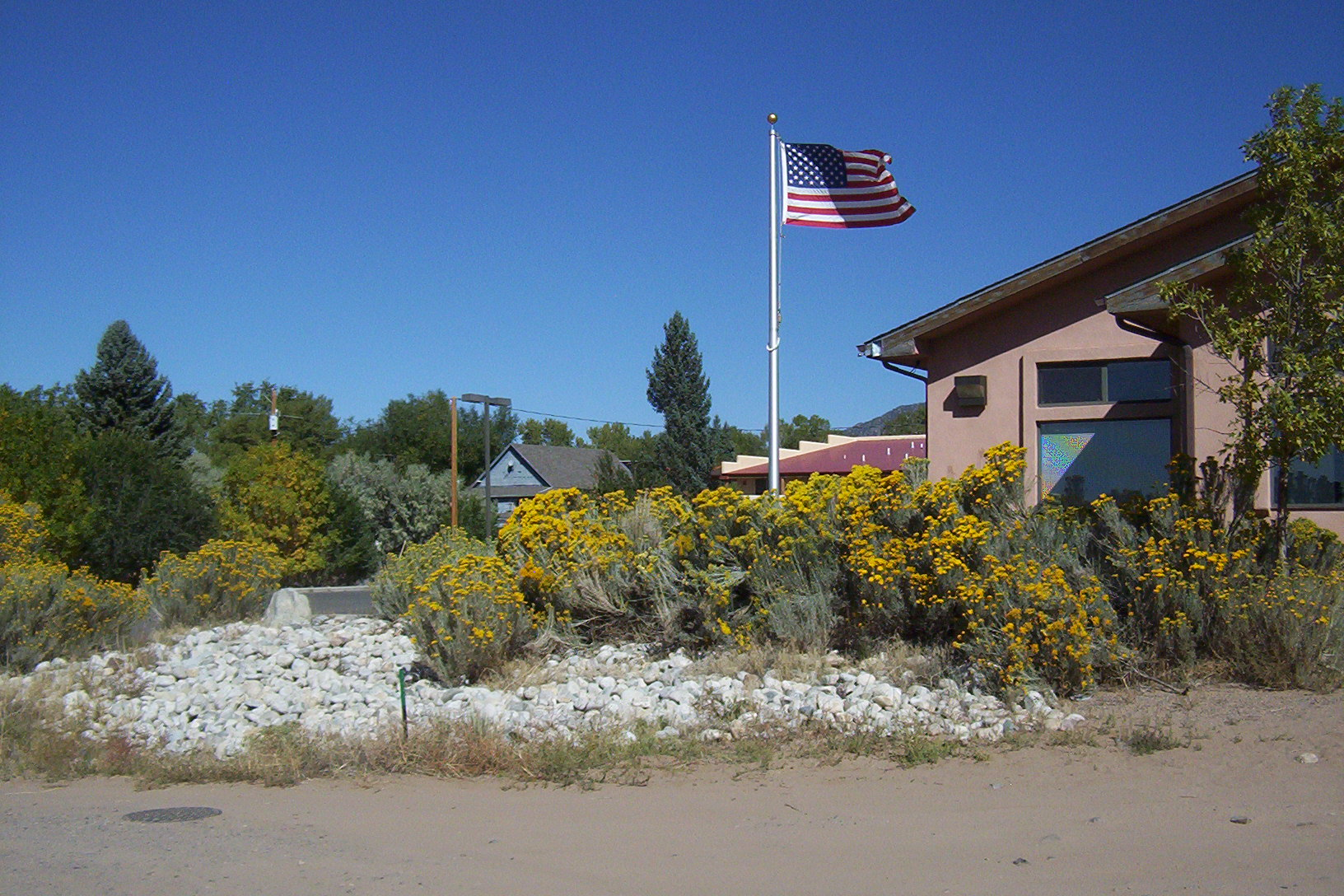
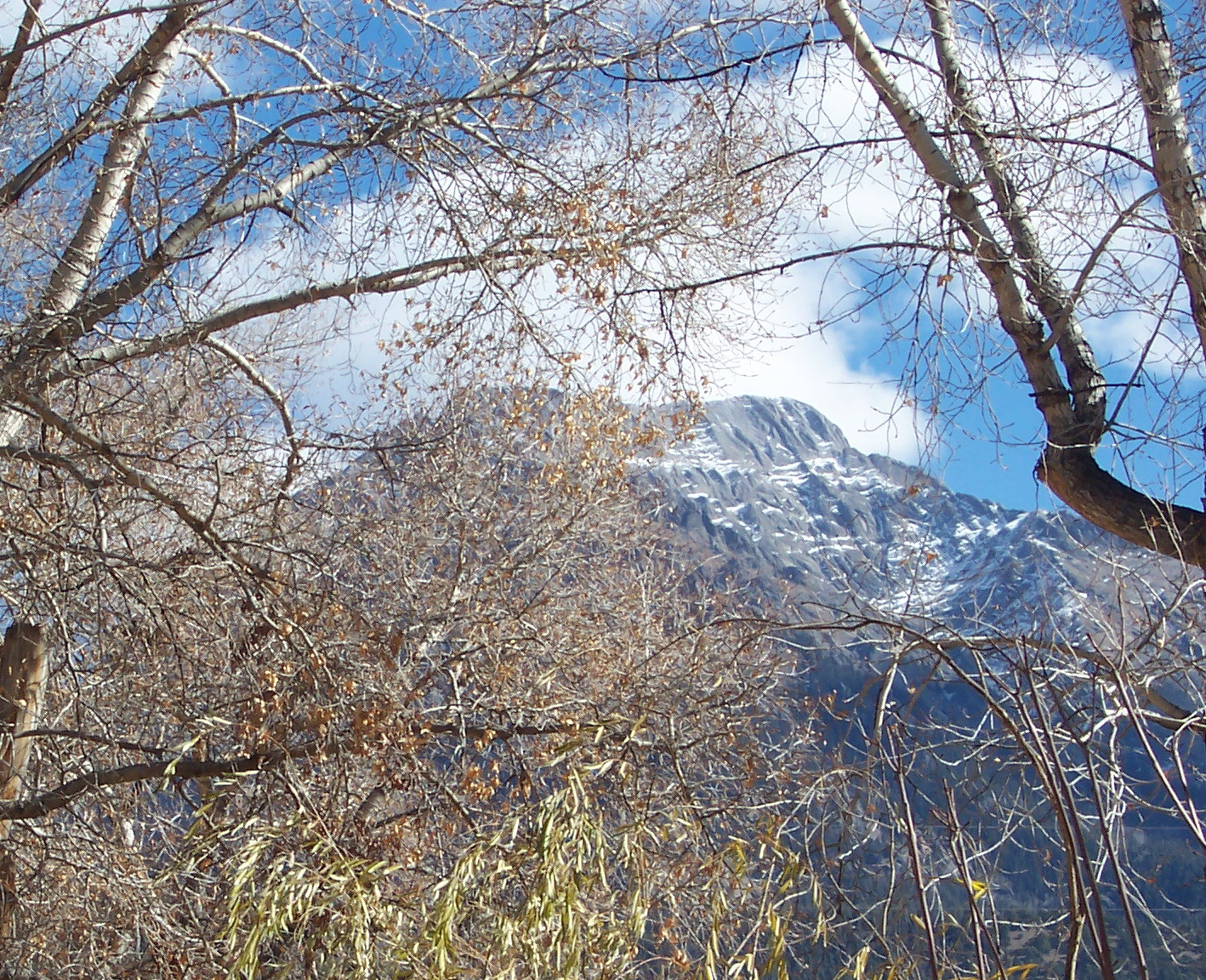
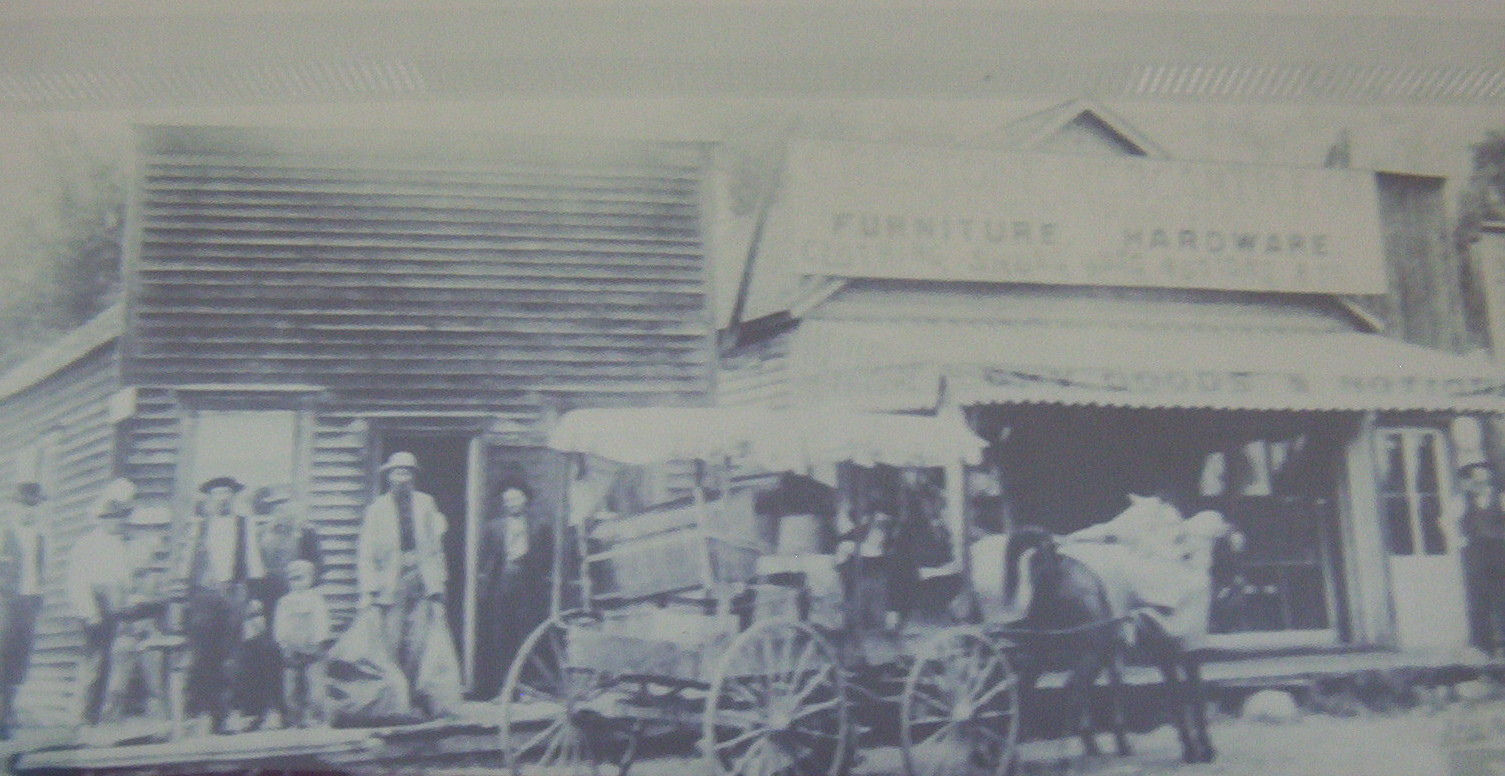
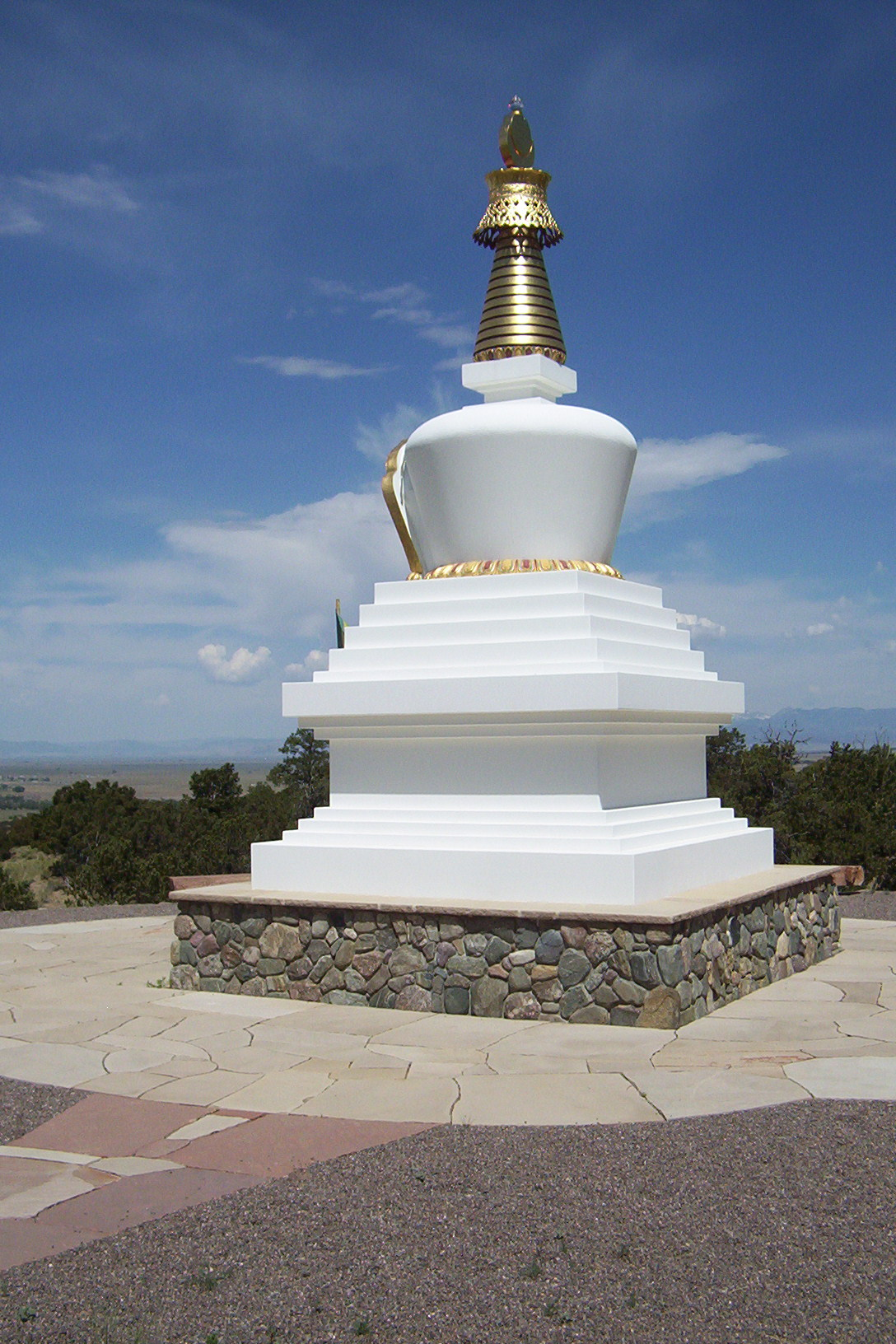
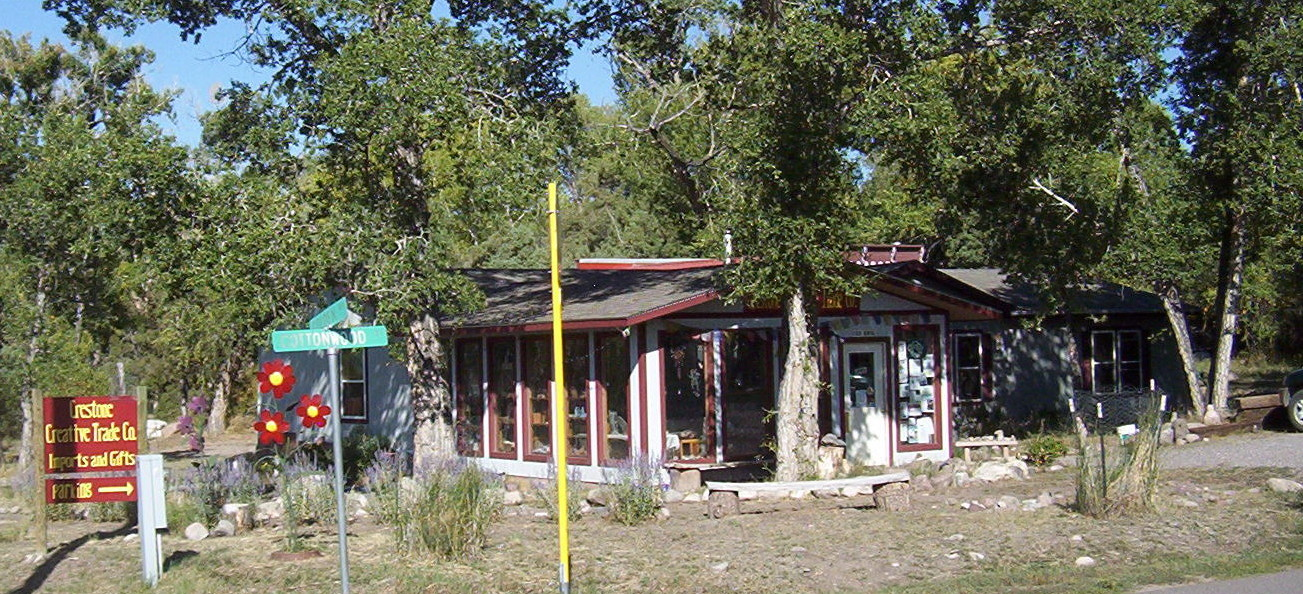
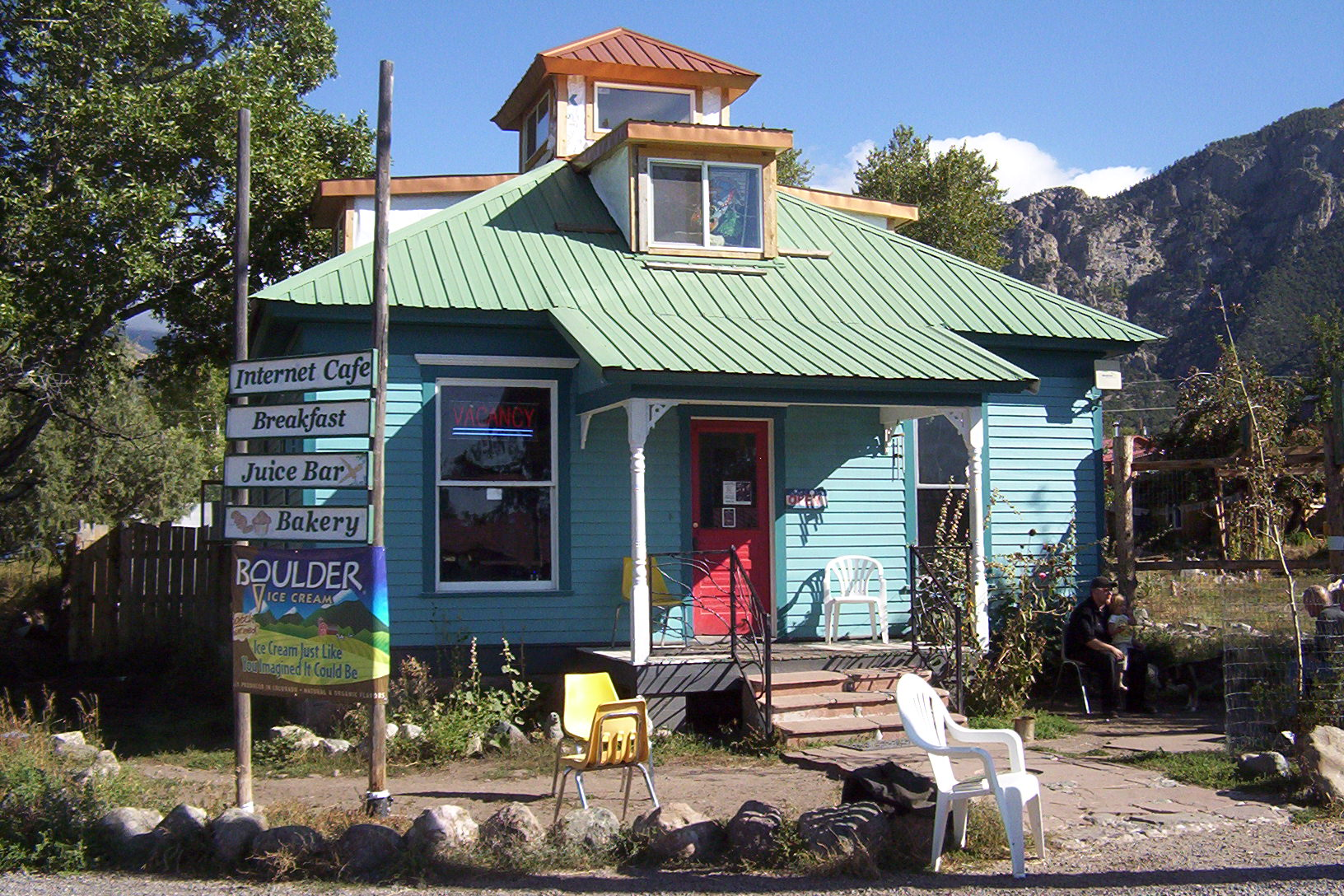
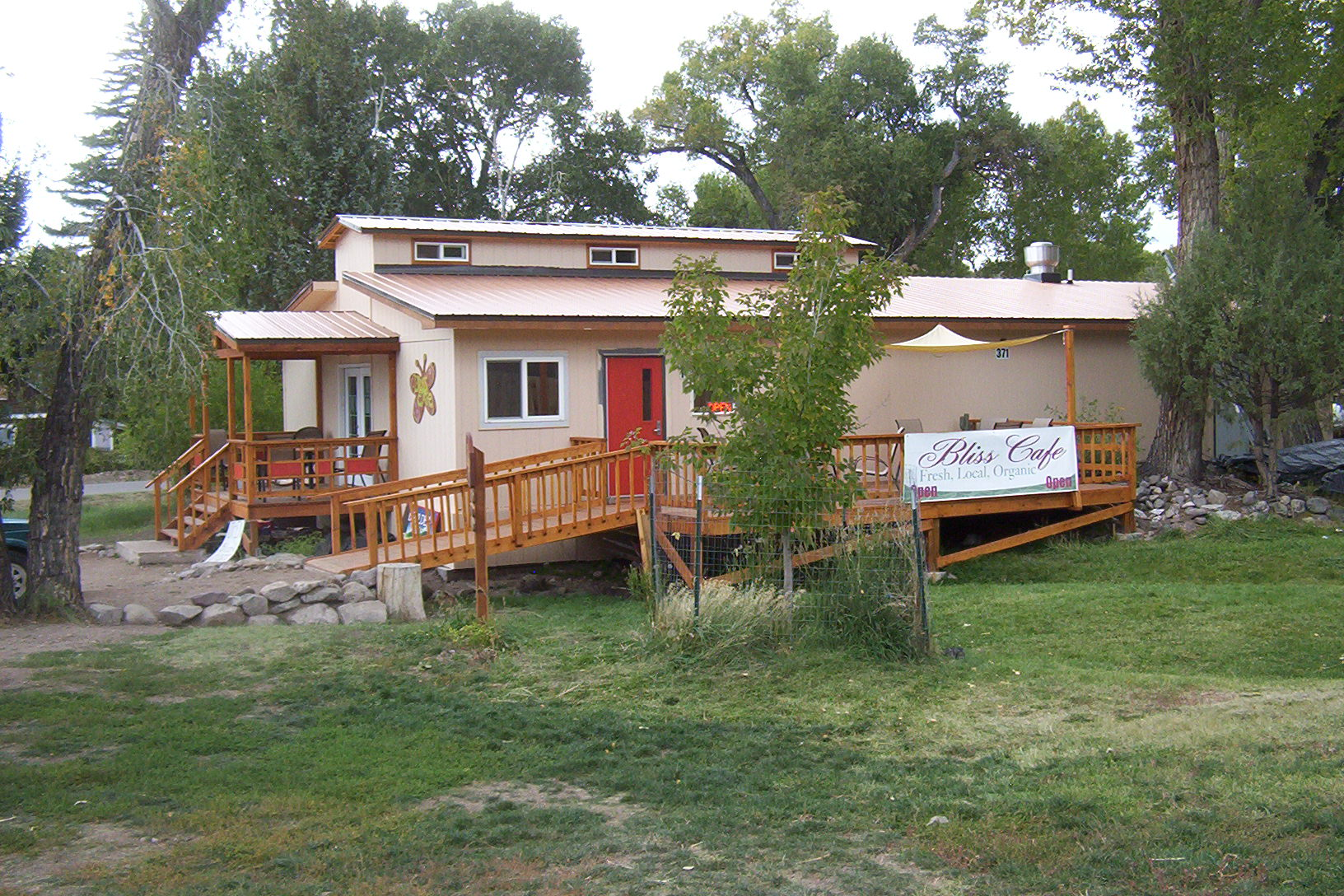
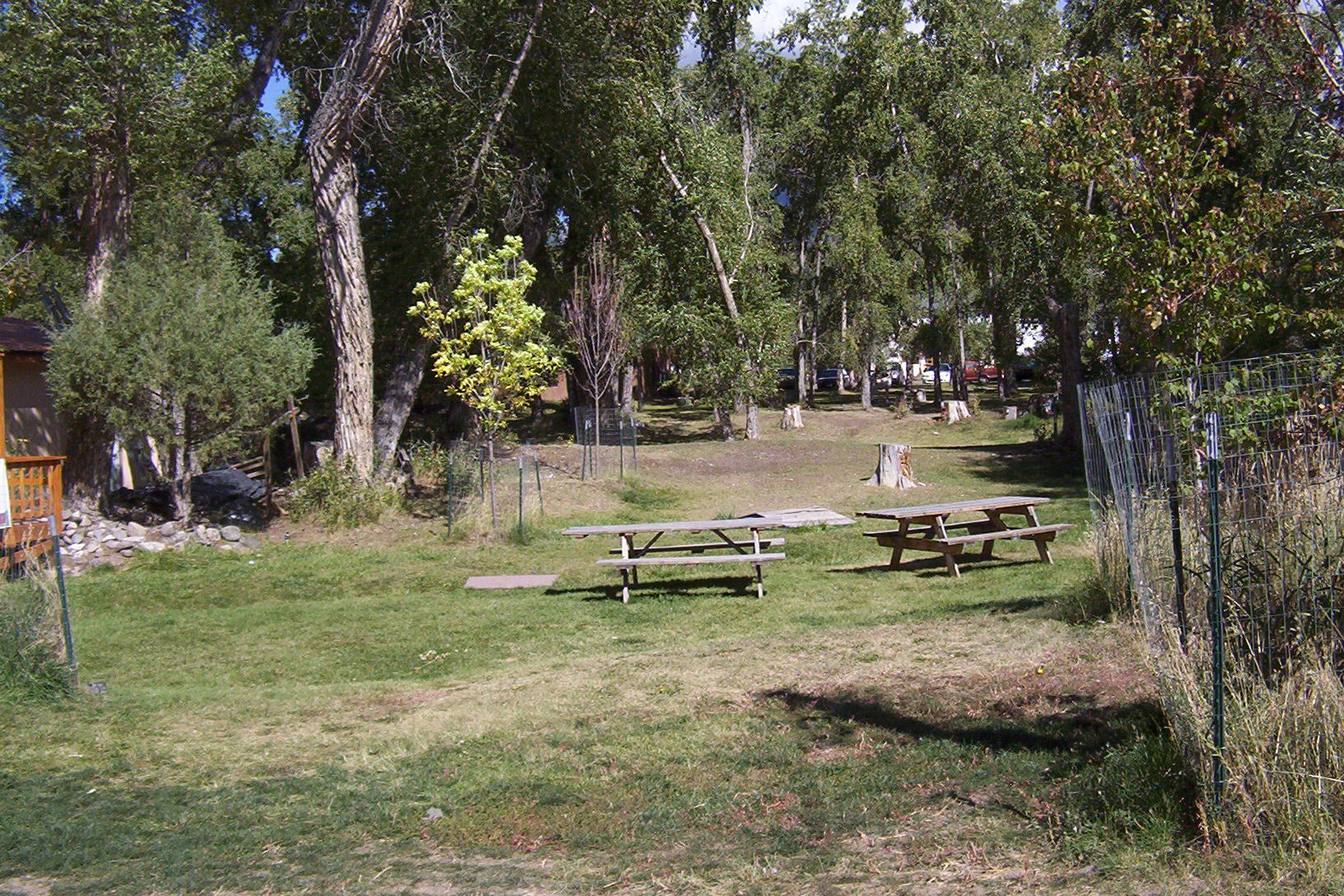
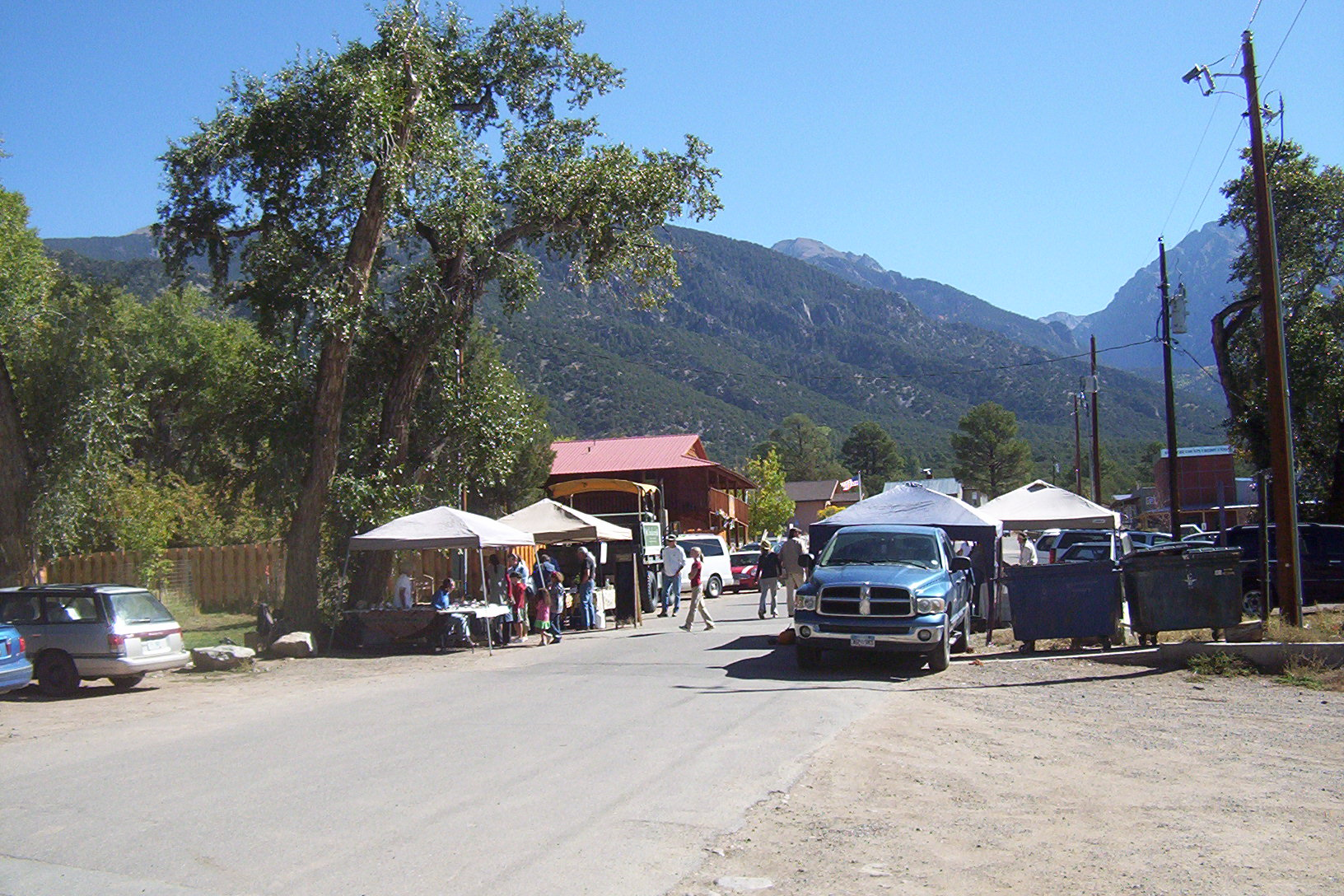
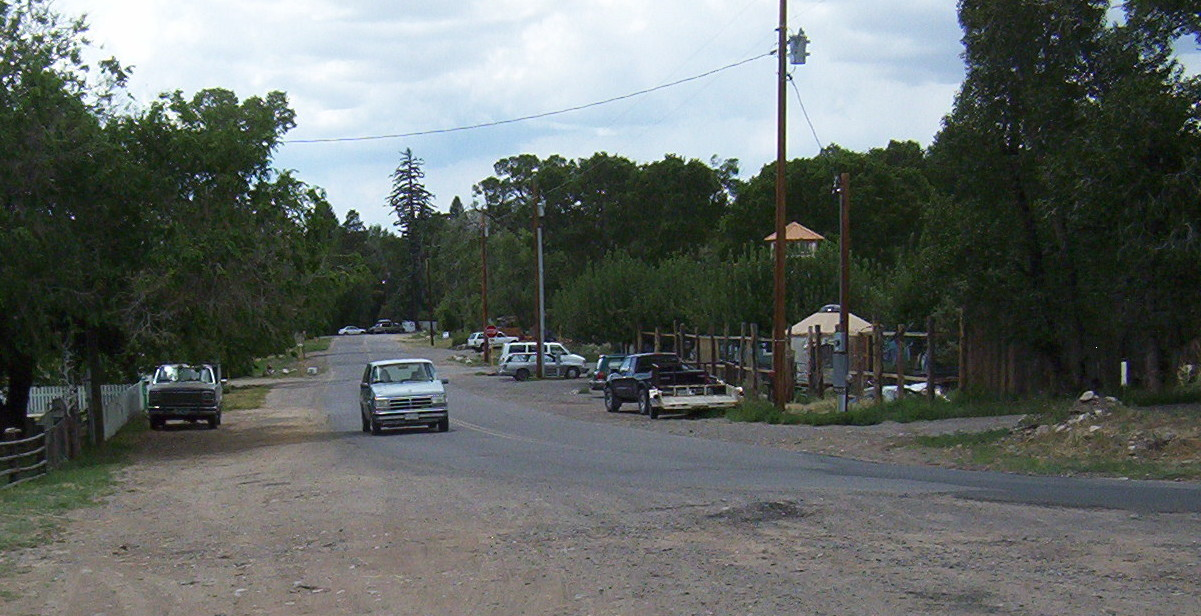
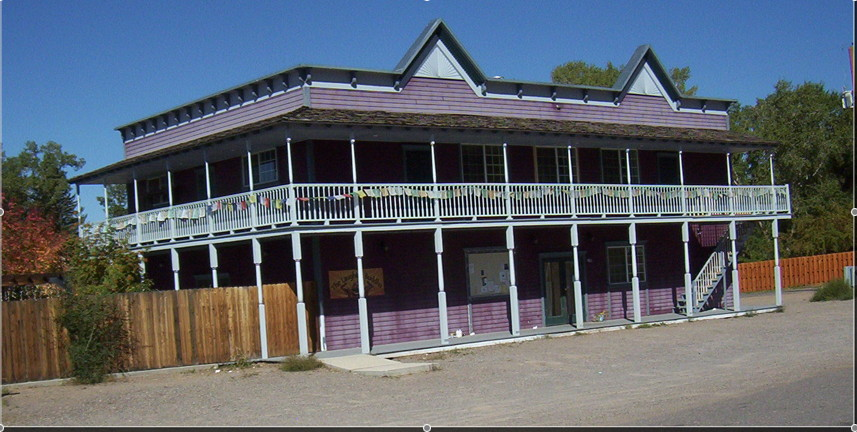
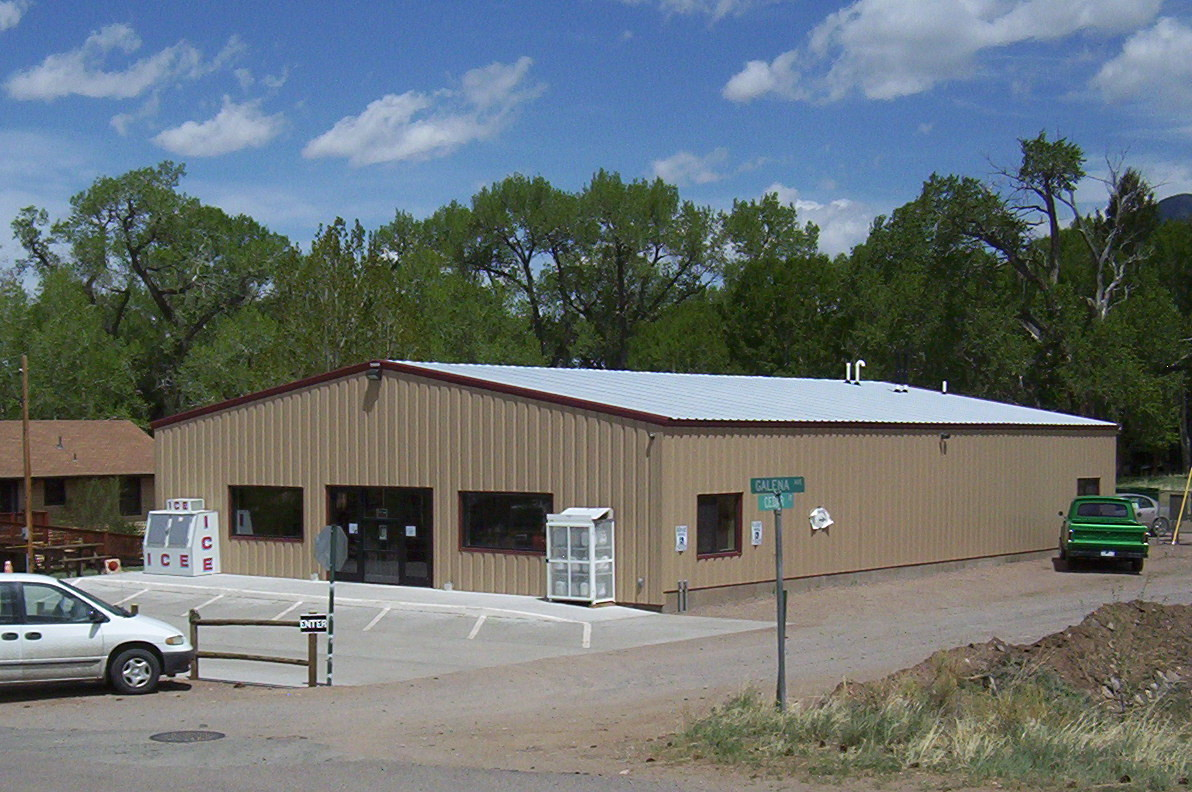
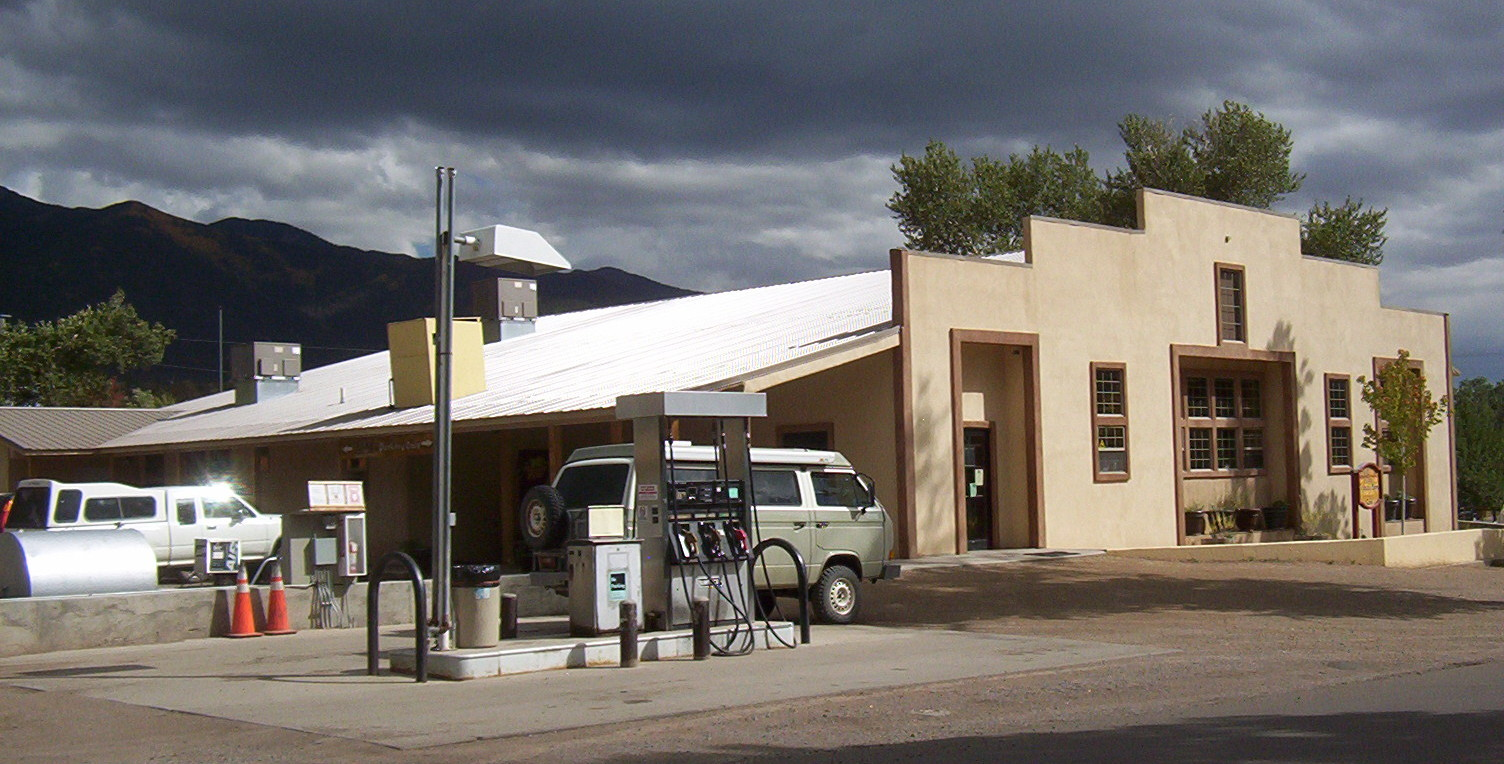
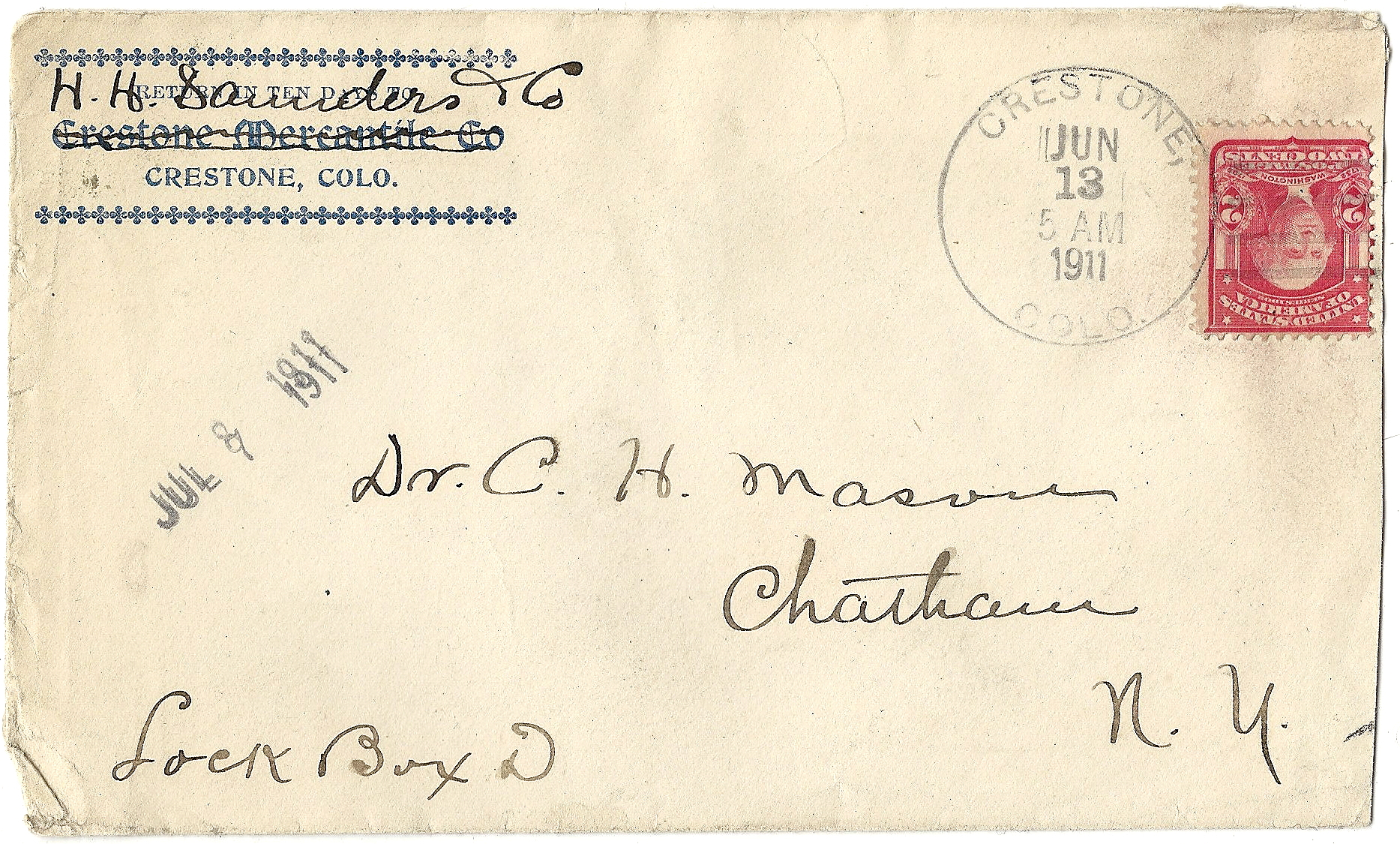
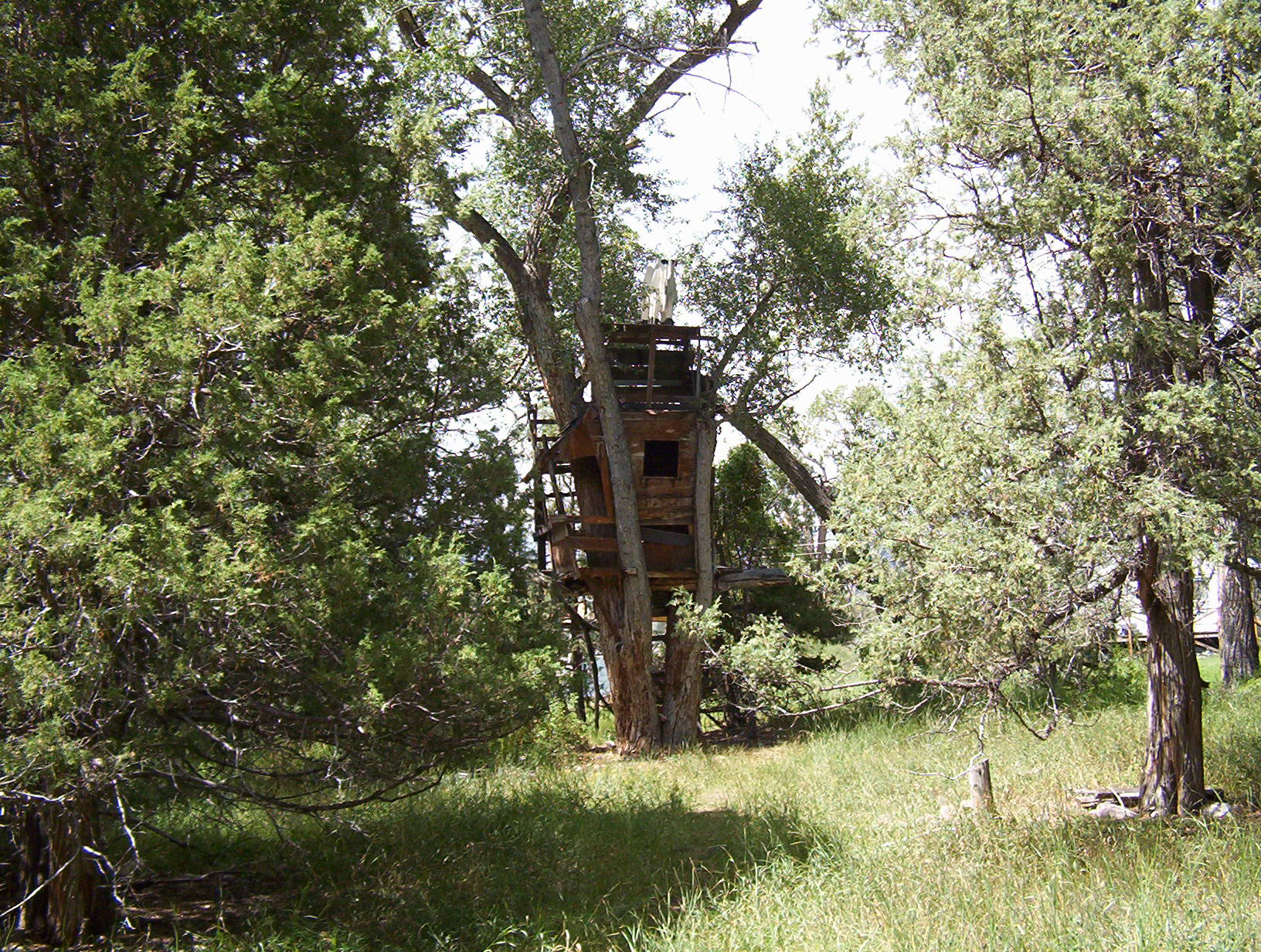
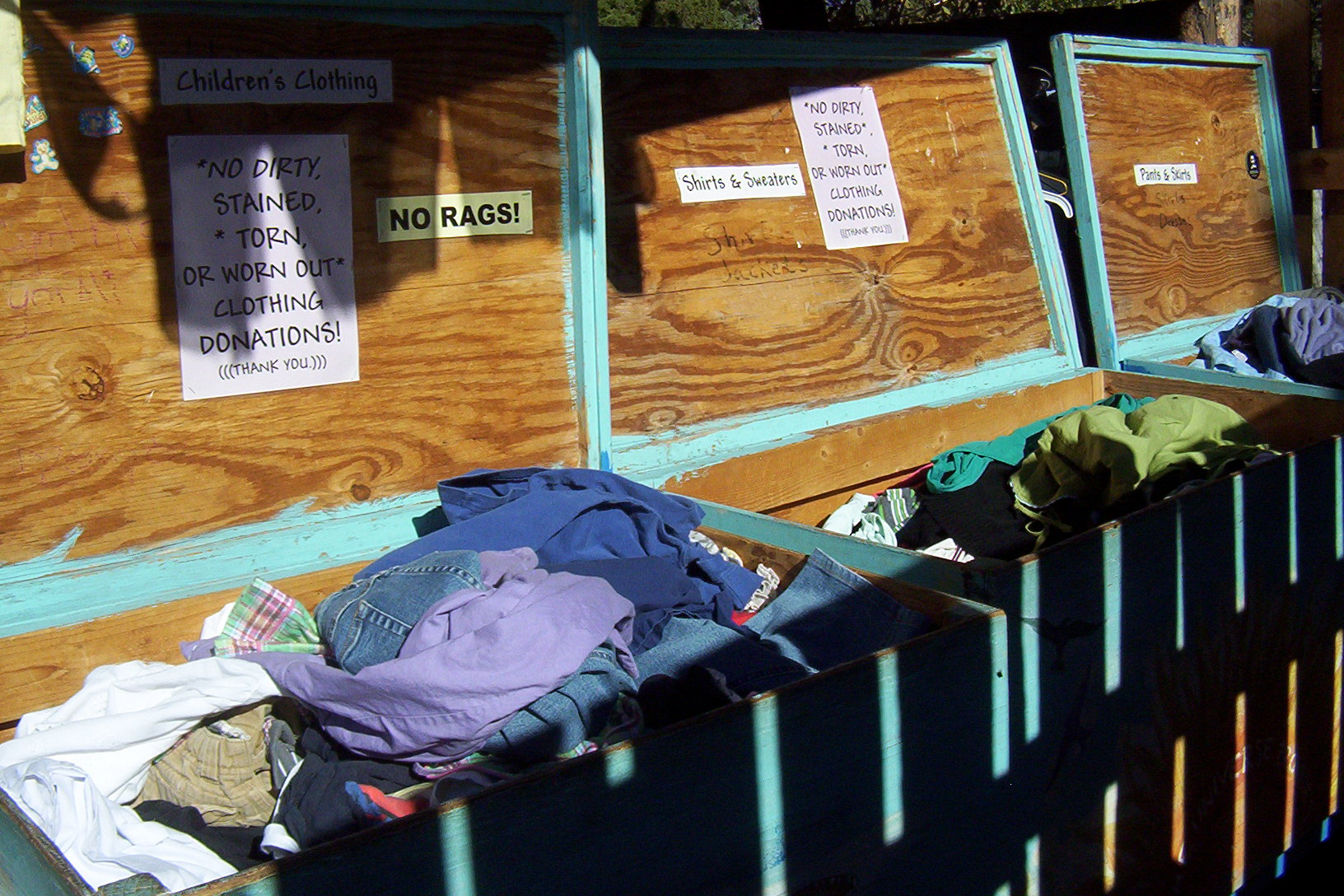